# Томосіге Цунода
Томосіге Цунода (яп. 津野田 知重) був майором імператорської армії Японської імперії під час другої світової війни. Він увійшов в історію завдяки своїй невдалій спробі вбивства тогочасного прем'єр-міністра Японської імперії Тодзьо Хідекі. 

## Біографія
Томосіге Цунода походив з родини яка жила в Японській імперії, префектурі Нагано. Його дядьком Косака Такео, був членом сейму (парламенту) Японської імперії. Томосіге Цунода служив у Республіці Китай у японського князя Мікаси. Під час війни, Томосіге Цунода домагався відставки тогочасного прем'єр-міністра Японської імперії Тодзьо Хідекі. Він планував убити Тодзьо Хідекі, але останній подав у відставку до того, як вбивство було виконано. Томосіге Цунода був заарештований за участь у змові. Він зізнався, що планував убити Тодзьо Хідекі й створити новий кабінет міністрів під керівництвом японського принца Нарухіко Хіґасікуні.